# Franco Cáceres
Franco David Cáceres (Merlo, Argentina; 6 de enero de 2000) es un futbolista argentino. Juega de centrocampista y su equipo actual es el Club Atlético Estudiantes de la Primera B Nacional.

## Trayectoria
Surgido de las inferiores de Boca Juniors, Cáceres fue promovido al primer equipo en 2021, donde solo estuvo en la banca por el torneo local.
En 2022, firmó en el Nueva Chicago de la Primera B Nacional, donde jugó dos temporadas.
El 15 de enero de 2024, se anunció su fichaje en el Central Córdoba de la Primera División de Argentina.
A mediados de la temporada 2024, el jugador firmó en el Club Ferro Carril Oeste de la Primera B Nacional.
A principios de 2025 el Club Atlético Estudiantes anunció su fichaje en condición de libre y firmó su contrato por un año.

## Estadísticas
Actualizado al 28 de octubre de 2024

| Club                      | Div.          | Temporada     | Liga  | Liga  | Copas | Copas | Copas | Copas | Total | Total | Media |
| Club                      | Div.          | Temporada     | Part. | Goles | Part. | Goles | Part. | Goles | Part. | Goles | Media |
| ------------------------- | ------------- | ------------- | ----- | ----- | ----- | ----- | ----- | ----- | ----- | ----- | ----- |
| Boca Argentina            | 1.ª           | 2021          | 0     | 0     | 0     | 0     | —     | —     | 0     | 0     | 0     |
| Boca Argentina            | Total         | Total         | 0     | 0     | 0     | 0     | 0     | 0     | 0     | 0     | 0     |
| Nueva Chicago Argentina   | 2.ª           | 2022          | 7     | 0     | —     | —     | —     | —     | 7     | 0     | 0     |
| Nueva Chicago Argentina   | 2.ª           | 2023          | 25    | 5     | —     | —     | —     | —     | 25    | 5     | 0.2   |
| Nueva Chicago Argentina   | Total         | Total         | 32    | 5     | 0     | 0     | 0     | 0     | 32    | 5     | 0.16  |
| Central Córdoba Argentina | 1.ª           | 2024          | 0     | 0     | 0     | 0     | —     | —     | 0     | 0     | 0     |
| Central Córdoba Argentina | Total         | Total         | 0     | 0     | 0     | 0     | 0     | 0     | 0     | 0     | 0     |
| Ferro Argentina           | 2.ª           | 2024          | 5     | 1     | 0     | 0     | —     | —     | 5     | 1     | 0.2   |
| Ferro Argentina           | Total         | Total         | 5     | 1     | 0     | 0     | 0     | 0     | 5     | 1     | 0.2   |
| Total carrera             | Total carrera | Total carrera | 37    | 6     | 0     | 0     | 0     | 0     | 37    | 6     | 0.16  |